# Portugiesische Davis-Cup-Mannschaft
Die portugiesische Davis-Cup-Mannschaft ist die Tennisnationalmannschaft Portugals. Der Davis Cup ist der wichtigste Wettbewerb für Nationalmannschaften im Herren-Tennis, analog zum Fed Cup bei den Damen.
Die portugiesische Davis-Cup-Mannschaft wird vom portugiesischen Tennisverband betreut, der Federação Portuguesa de Ténis (FPT).

## Geschichte
Seit 1925 nimmt Portugal am Davis Cup teil. Den größten Erfolg feierte die Mannschaft 1994, als sie in den Play-offs um den Aufstieg in die Weltgruppe spielte. Erfolgreichster Spieler und gleichzeitig Rekordspieler ist João Cunha e Silva mit insgesamt 37 Siegen, die er bei 30 Teilnahmen innerhalb von 16 Jahren erringen konnte.

## Spieler
Für eine vollständige Liste aller eingesetzten Spieler siehe: Liste der portugiesischen Davis-Cup-Spieler